# Krasanka natrawka
Krasanka natrawka (Cercopis vulnerata) – gatunek pluskwiaka z rodziny krasankowatych.

## Morfologia

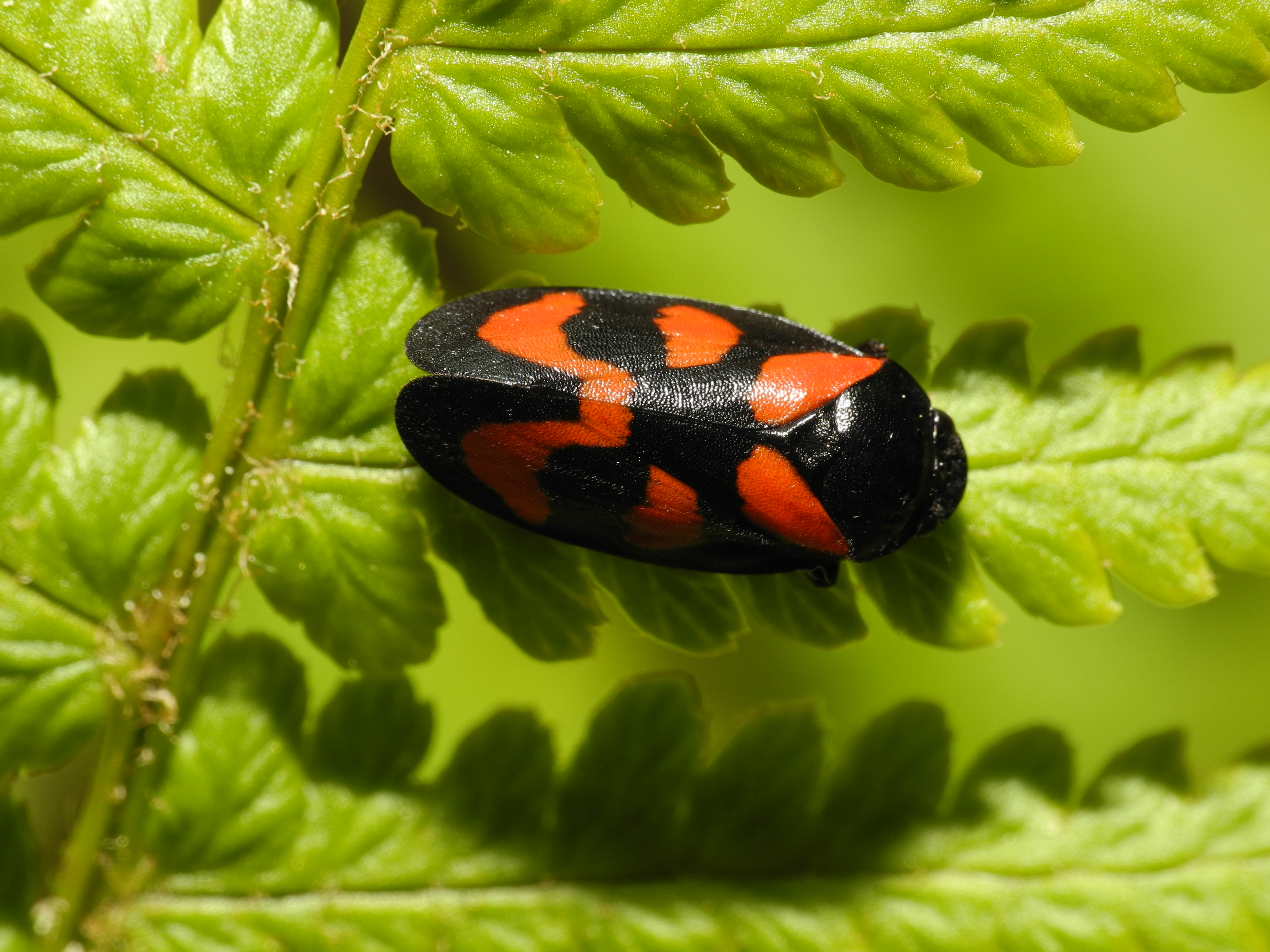
Osobnik sfotografowany we Francji

Pluskwiak o ciele długości od 9,5 do 10,5 mm. Błyszcząco czarne: twarz, ciemię, przedplecze i tarczkę ma delikatnie, jasno owłosione. Głowa o rudych, położonych blisko tylnej krawędzi ciemienia przyoczkach i silnie wypukłym frontoclypeus. Na przedpleczu i przednich skrzydłach delikatne punktowanie. Skrzydła przednie z czarno-czerwonym wzorem, w którego skład wchodzi szeroka tylna przepaska o czerwonej barwie i kształcie tępo zakończonej litery V – silniej wygięta niż u krasanki przepaskówki. Tylne skrzydła brązowo przydymione, prześwitujące, delikatnie owłosione. Wierzch odwłoka czarny z wąskimi rudymi paskami na tylnych krańcach tergitów.

## Występowanie i biologia
Larwy żyją pod ziemią.
Krasanka wykazana z Albanii, Austrii, Belgii, Bułgarii, Chorwacji, Czech, Francji, Grecji, Hiszpanii, Holandii, byłej Jugosławii, Mołdawii, Niemiec, Norwegii, Polski, Rumunii, Rosji, Słowacji, Słowenii, Szwajcarii, Węgier, Wielkiej Brytanii i Włoch.
W Europie Środkowej i Zachodniej zasiedla obszary górskie i podgórskie. Pojedyncze osobniki notowane z nizin prawdopodobnie zawlekane są tam z wiatrem. W Wielkiej Brytanii znana ze Szkocji i Anglii, gdzie występuje zwykle w zadrzewieniach lub ich pobliżu.